# Катырев, Максим Андреевич
Макси́м Андре́евич Ка́тырев (22 июля 1978, Нижний Новгород) — российский певец (баритон) и актёр. Ведущий солист (баритон) Московского театра оперетты. Лауреат и дипломант международных конкурсов, среди которых: международный конкурс исполнителей русского романса «Романсиада», первый международный конкурс артистов оперетты «Оперетта-Land», первый международный конкурс вокалистов им. Муслима Магомаева и др. Постоянный участник передачи «Романтика Романса» на канале «Культура», участник передач «Достояние республики» и «В наше время» на Первом канале.

## Биография
Родился в 1978 году в Нижнем Новгороде. Отец – офицер, мама – из МВД.
Учился в музыкальной школе по классу фортепьяно, в школе сам поступил на класс игры на гитаре и проучился там два года. В 2005 году окончил Нижегородскую Государственную консерваторию им. М. И. Глинки по классу «академическое пение» (специальность оперный певец). Женат на Юлии Гончаровой, солистке театра «Московская оперетта». В 2010 году родилась дочь Елизавета. 
Совместно с супругой выступают как творческий дуэт «ГраЭль», который с успехом гастролирует в США, Европе, России и ближнем зарубежье.
Исполняет ведущие роли в спектаклях театра «Московская оперетта». Солист проекта «Короли оперетты».

## Творческая деятельность
Театральную карьеру солиста начал с партии Сильвио в опере Р. Леонкавалло «Паяцы». 
Выступал на сцене Санкт-Петербургского театра им. Н. А. Римского-Корсакова в спектакле В. А. Моцарта «Так поступают все» в партии Гульельмо. 
Участвовал в премьерном спектакле Ш. Чалаева «Кровавая свадьба» в Московском Государственном камерном музыкальном театре им. Б. А. Покровского.
В 2007 году был приглашен солистом в Московский театр оперетты, где работает по настоящее время.
Передача «Романтика Романса» на канале «Культура» стала для Максима одной из первых принявших его в свой круг друзей, и это большая честь, выходить на сцену с такими мэтрами как Леонид Серебренников, Олег Погудин, Александр Малинин, Александра Пахмутова, Николай Добронравов, Нина Шацкая, группа «Кватро», Ренат Ибрагимов, Сергей Плюснин. Здесь Максим приобрел не только друзей и единомышленников, но и коллег, с которыми продолжает сотрудничать вне программы «Романтика Романса» — это конечно Владислав Косарев и Евгений Кунгуров.
Максим Катырев — один из продолжателей традиций, начало которым положили Муслим Магомаев, Георг Отс, Юрий Гуляев, Эдуард Хиль, Марк Бернес.

### Роли

##### Камерный музыкальный театр имени Б. А. Покровского
- «Кровавая свадьба», Ш. Чалаев.

##### Санкт-Петербургский театр им. Н. А. Римского-Корсакова
- «Так поступают все», В. А. Моцарта   —   Гульельмо.

##### Московский театр оперетты
- «Бал в Savoy», П. Абрахам   —   Аристид Фобла;
- «Брак по-итальянски», Г. Шайдулова   —   Доменико Сореано;
- «Веселая Вдова» Ф. Легар   —   граф Данило;
- «Графиня Марица», И. Кальман   —   Тассило;
- «Джейн Эйр», К. Брейтбург   —   Эдвард Рочестер;
- «Летучая мышь», И. Штраус  —  князь Орловский;
- «Летучая мышь», И. Штраус  —  Генрих Айзенштайн;
- «Мистер Икс», И. Кальман   —   Мистер Икс;
- «Сильва», И. Кальман   —   Эдвин;
- Музыкальное представление «Большой канкан».

Ведет активную концертную деятельность, при этом концертный репертуар певца включает в себя не только классические произведения, романсы, мюзиклы, но и песни советских и российских композиторов.

## Награды
- Медаль «За труды в культуре и искусстве» (23 октября 2023 года) — за заслуги в развитии отечественной культуры и искусства, многолетнюю плодотворную деятельность[5].
- Почётный знак «За заслуги в развитии культуры и искусства» (19 мая 2016 года, Межпарламентская ассамблея СНГ) — за значительный вклад в формирование и развитие общего культурного пространства государств — участников Содружества Независимых Государств, в реализацию идей сотрудничества в сфере культуры и искусства[6].

##### Интервью
- «Каждый человек тебе учитель!». Интервью Максима Катырева для журнала Студенческий меридиан. 2011. Архивная копия от 30 сентября 2017 на Wayback Machine
- «Жизнь нужно прожить так, чтобы оставить след, и без юмора здесь не обойтись». Интервью Максима Катырев для Карельской государственной филармонии. 2014. Архивная копия от 30 сентября 2017 на Wayback Machine
- «Оперетта не умерла!». Интервью Максима Катырева для Belcanto.ru. 2015. Архивная копия от 30 сентября 2017 на Wayback Machine
- «Театр – это площадка, где можно выразить все наши эмоции». Интервью Максима Катырева и Юлии Гончаровой для журнала IAMCREATOR. 2016. Архивная копия от 19 декабря 2016 на Wayback Machine
- «Хотелось бы достроить дачу». Интервью Максима Катырева и Юлии Гончаровой для журнала KREATIV Magazine. 2016. Архивная копия от 30 сентября 2017 на Wayback Machine
- «Они поют, танцуют, воспитывают дочь и называют себя… бандой!». Интервью Максима Катырева и Юлии Гончаровой для Parents.ru. 2016. Архивная копия от 30 сентября 2017 на Wayback Machine
- «Мы вместе благодаря любви». Интервью Максима Катырева и Юлии Гончаровой для газеты «Большая Москва». 2016. Архивная копия от 30 сентября 2017 на Wayback Machine
- «Нелегкий жанр». Интервью Максима Катырева и Юлии Гончаровой для газеты Солидарность. 2016. Архивная копия от 10 ноября 2016 на Wayback Machine
- «В нашей профессии важны эксперименты». Интервью Максима Катырева и Юлии Гончаровой для музыкально-развлекательного портала MOSKONEWS.COM. 2016. Архивная копия от 30 сентября 2017 на Wayback Machine
- «История с хорошим финалом, в котором побеждает любовь, - лучший весенний подарок!». Интервью Максима Катырева для газеты «За Калужской заставой». 2017. Архивная копия от 5 октября 2017 на Wayback Machine
- Интервью в программе «Звезды Русского мира». 2017.

##### Статьи о спектаклях и гастрольных выступлениях
- Выступление Арт-дуэта ГраЭль в Липецке. 2012. Архивная копия от 30 сентября 2017 на Wayback Machine
- Статья об оперетте «Летучая мышь». 2014. Архивная копия от 24 сентября 2020 на Wayback Machine
- Выступление в Тольятти. 2015.
- Статья о премьере мюзикла "Брак по-итальянски". 2017 Архивная копия от 5 октября 2017 на Wayback Machine
- Выступление в Ауко (Ханой). 2017. Архивная копия от 30 ноября 2017 на Wayback Machine